# Гробле (Підкарпатське воєводство)
Гробле (пол. Groble) — село в Польщі, у гміні Єжове Ніжанського повіту Підкарпатського воєводства.
Населення — 915 осіб (2011).
У 1975-1998 роках село належало до Тарнобжезького воєводства.

## Демографія
Демографічна структура станом на 31 березня 2011 року:
|          | Загалом | Допрацездатний вік | Працездатний вік | Постпрацездатний вік |
| -------- | ------- | ------------------ | ---------------- | -------------------- |
| Чоловіки | 471     | 115                | 312              | 44                   |
| Жінки    | 444     | 113                | 251              | 80                   |
| Разом    | 915     | 228                | 563              | 124                  |